# Armée volontaire anti-japonaise populaire du Nord-Est
L'armée volontaire anti-japonaise populaire du Nord-Est est menée par Tang Juwu, un ancien commandant de régiment d'infanterie interné par les Japonais au début de l'invasion japonaise de la Mandchourie. L'armée est créée par la société du salut national du Nord-Est qui nomme Tang commandant après son évasion et l'aide à contacter les forces locales. Tang fait aussi usage de ses contacts personnels chez les chefs de la police, les fonctionnaires, les milices de la noblesse locale et les chefs de la société des Grandes épées. Tang se montre capable de menacer la région à l'est de Mukden et de géner les communications japonaises avec la Corée.
En mai 1932, Tang Juwu ordonne à son armée de 20 000 hommes d'assiéger Tonghua. Les Japonais se montrent incapables de défaire ses troupes qui combattent l'armée japonaise du Guandong basée à Shenyang et l'armée impériale du Mandchoukouo basée dans le sud de la province de Liaoning. Bien que toutes les grandes villes soient sous le contrôle des Japonais, les armées de volontaires regagnent de la vitalité durant l'été 1932 et regroupent des forces importantes.
Le 11 octobre 1932, deux brigades de cavalerie japonaises, une brigade mixte, et sept brigades du Mandchoukouo attaquent les forces de Tang Juwu à Tonghua et Hengren. La menace d'un bombardement aérien japonais de Tonghua force Tang à quitte la ville afin d'épargner la population civile. Après la défection de la 37e armée de route du Mandchoukouo commandée par Wang Yongcheng, Tang Juwu parvient à briser l'encerclement japonais vers l'ouest et s'échappe. Le 16 octobre, les Japonais s'emparent de Tonghua, et le 17 de Hengren, avec des pertes de 500 hommes. Tang et le reste de son armée sont finalement forcés de fuir vers la province de Rehe.